# Livro de Rute

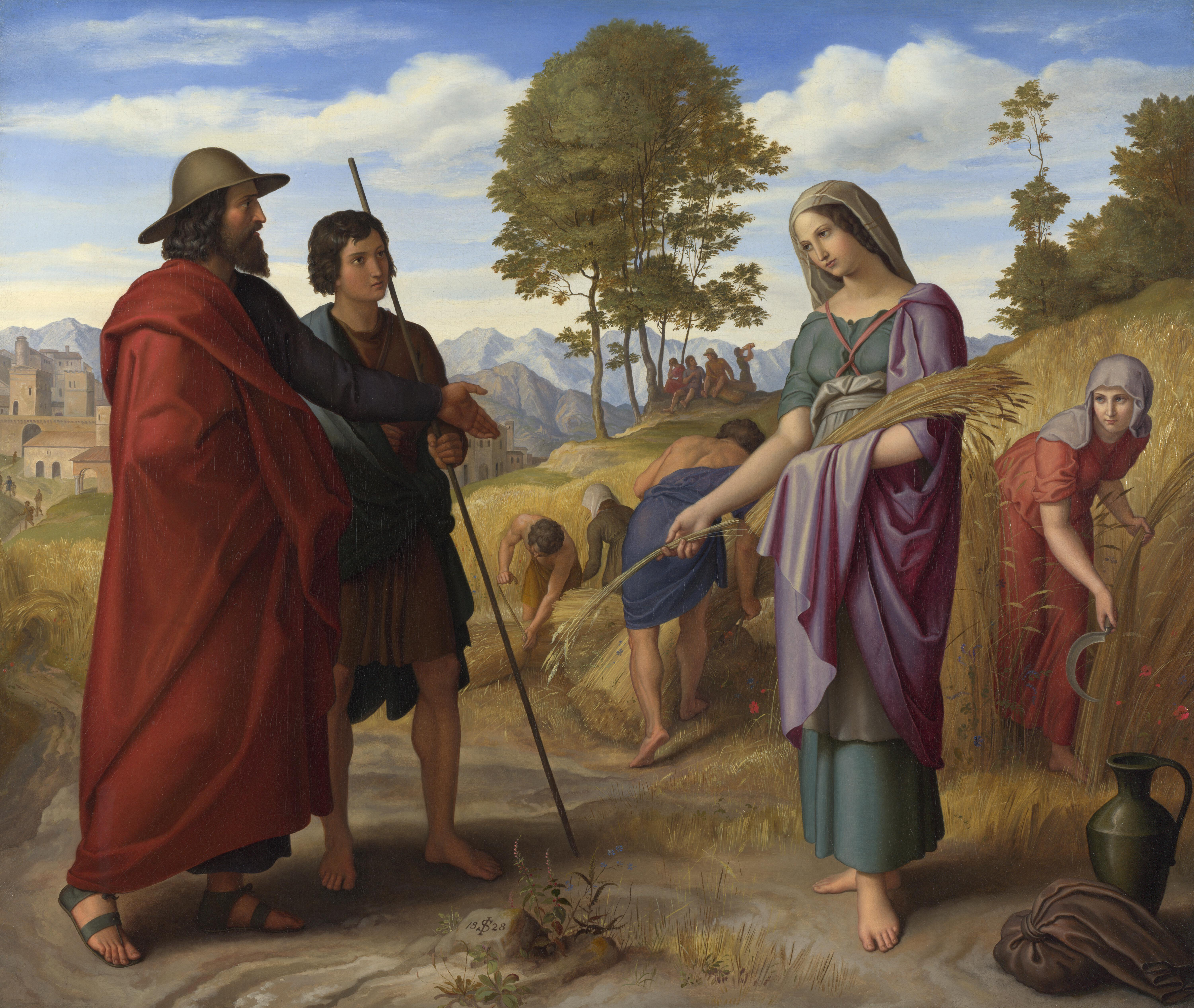
"Rute no campo de Boaz", por Julius Schnorr von Carolsfeld (1828), na National Gallery de Londres

Livro de Rute (em hebraico:  מגילת רות, Megilath Ruth - "Rolo de Rute"), comumente dito, de modo abreviado, Rute, é um dos livros da terceira divisão da Bíblia hebraica (Ketuvim). No caso da Bíblia cristã, é o oitavo livro do Antigo Testamento e é tratado como um dos livros históricos, posicionado entre Juízes e I Samuel, pois seus eventos transcorrem nos dias em que os juízes julgavam. Seu nome é uma referência à figura principal do relato, Rute, a bisavó de Davi.
Ele conta como Rute aceitou o Deus dos israelitas como seu Deus e os israelitas como seu povo. Em Rute 1:16-17, ela diz a Noemi, sua sogra israelita: que "para onde quer que tu fores, irei eu; e onde quer que tu pousares, pousarei eu: o teu povo será o meu povo, e o teu Deus o meu Deus. Onde quer que tu morreres, morrerei eu, e ali serei sepultada. Isto me faça Javé, e ainda mais, se outra coisa que a morte me separar de ti". É um livro muito estimado pelos judeus por escolha, como revelado pela considerável presença de Boaz na literatura rabínica.
O Livro de Rute é um dos cinco megillot e é lido no feriado judaico de Shavuot ("Semanas").
Alguns autores, biblistas, estudiosos e missionários consideram que o relato da vida de Rute, qual descrito no livro que leva seu nome, teria dado a inspiração ao rei Salomão a escrever sobre a "mulher virtuosa" (Provérbios 31:10-31).

## Contexto e autoria
Esse livro da Bíblia deriva seu nome de um dos seus personagens principais, Rute (cujo nome significa "amizade"), a moabita. A narrativa mostra como Rute se tornou uma ancestral de Davi por meio do casamento de cunhado com Boaz, em favor de sua sogra, Noemi. O apreço, a lealdade e a confiança em Javé que Boaz, Naomi e Rute demonstraram permeiam o relato.
Excetuando-se a lista genealógica, os eventos relatados no livro de Rute abrangem um período de cerca de 11 anos no tempo dos juízes, embora não se declare exatamente quando ocorreram.
A tradição judaica atribui a Samuel, o Profeta a autoria deste livro e isto não discordaria da evidência interna. O fato de que o relato conclui com a genealogia de Davi sugere que o escritor estava a par do propósito de Deus com respeito a Davi. Isto se ajustaria a Samuel, pois foi ele quem ungiu a Davi para ser rei. Por isso, teria sido também apropriado que Samuel fizesse um registro dos ancestrais de Davi.
A cronologia apresentada em Rute 4:18-22 foi confirmada pela genealogia de Jesus Cristo, apresentada em Mateus 1, que lista Boaz, (marido de Rute), Rute e Obede (filho do casal) na linhagem de ascendentes. Ademais, é inconcebível que um escritor israelita tivesse inventado deliberadamente um ancestral materno estrangeiro para Davi, o primeiro rei da linhagem real de Judá.
O registro histórico fornece matéria de fundo que ilustra e esclarece outras partes da Bíblia. Apresenta-se de forma vívida a aplicação das leis referentes à respiga e ao casamento de cunhado. Há evidência da orientação de Javé Deus na preservação da linhagem que levaria ao Messias, bem como na escolha dos indivíduos para essa linhagem. Às mulheres israelitas casadas com um homem da tribo de Judá apresentava-se a possível perspectiva de contribuir para a linhagem terrestre do Messias.
Por outro lado a Edição Pastoral da Bíblia sustenta que o livro foi escrito em Judá, depois do exílio na Babilônia, na metade do século VI a.C..
Também merece destaque o fato da protagonista do livro ser uma estrangeira, e isso mostra que a salvação não tem fronteiras, e que o amor de Deus não é nacionalista, nem exclusivista. No entanto devemos lembrar que Rute era etnicamente vizinha dos que a assimilaram e portanto da mesma família semítica antiga, o que pode ser considerado um proto-nacionalismo regionalista antigo entre as duas margens longitudinais do Jordão.

## Estrutura do livro

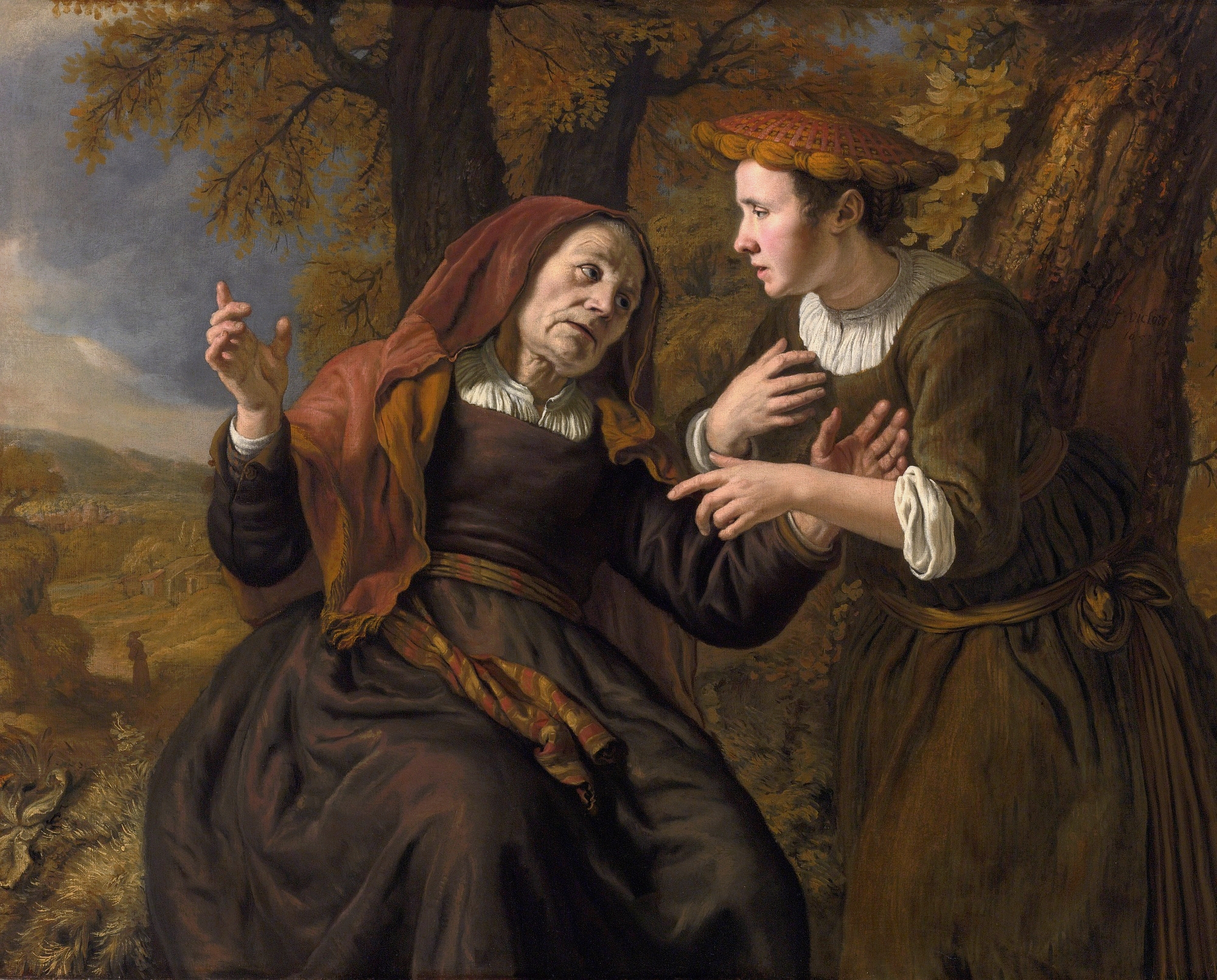
Rute jurando lealdade à sua sogra Noemi (1653), por Jan Victors, em coleção particular

O livro está estruturado em quatro capítulos:
A. Prólogo e problema: a morte e o vazio
1. Início da narrativa (1:1-5);
2. Noemi retorna para casa (1:6-18);
3. Chegada de Noemi e Rute em Belém (1:19-22);

B. Rute encontra Boaz, parente de Noemi, na colheita
1. Rute no campo de Boaz (2:1–17);
2. Rute conversa com Noemi (2:18–23);

C. Noemi envia Rute a Boaz na eira
1. Noemi revela seu plano (3:1–5);
2. Rute na eira de Boaz (3:6–15);
3. Rute conversa com Noemi (3:16–18);

D. Conclusão e epílogo: vida e completude
1. Boaz com os homens no portão (4:1–12);
2. Rute tem um filho, Obede (4:13–17);

E. Apêndice genealógico (4:18–22)

## Resenha do livro

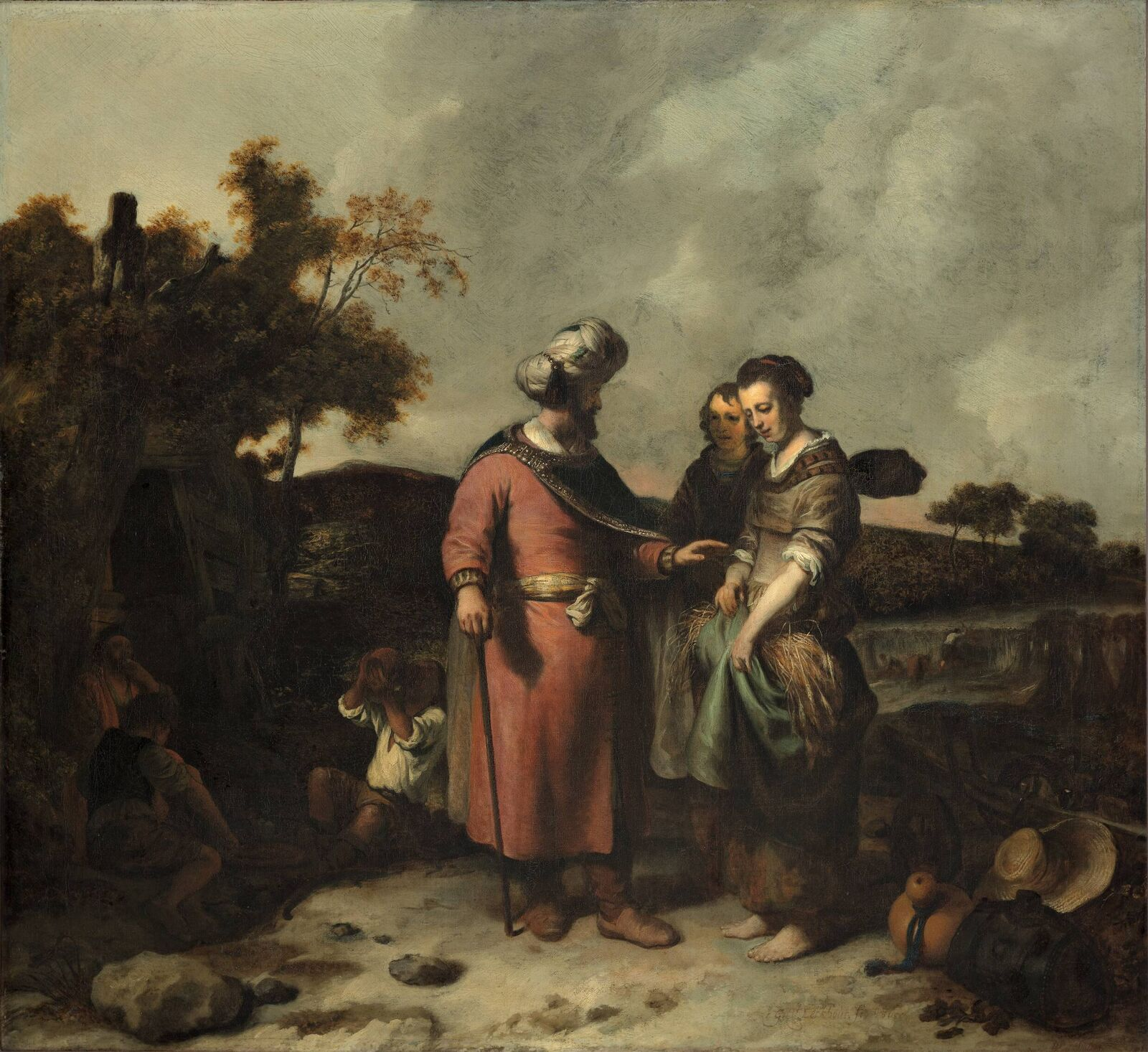
Rute e Boaz (1655), por Gerbrand van den Eeckhout, no Museum Boijmans Van Beuningen, de Roterdã

Na época dos juízes, durante uma fome, uma família israelita de Belém — Elimeleque e sua mulher Noemi e seus dois filhos, Malom e Quiliom — emigraram para o país vizinho, Moabe. Elimeleque morreu e seus filhos casaram com esposas moabitas: Malom casou-se com Rute e Quiliom, com Orfa.
Cerca de dez anos depois, os dois filhos de Noemi morreram em Moabe e ela decidiu retornar a Belém. Antes de partir, ela pediu que suas noras retornassem para suas próprias mães para que pudessem se casar novamente. Orfa partiu depois de alguma relutância, mas Rute se recusou e declarou sua fidelidade numa de suas frases mais famosas:Não me instes que te abandone e deixe de te seguir: pois para onde quer que tu fores, irei eu; e onde quer que tu pousares, pousarei eu: o teu povo será o meu povo, e o teu Deus o meu Deus. Onde quer que tu morreres, morrerei eu, e ali serei sepultada. Isto me faça Javé, e ainda mais, se outra coisa que a morte me separar de ti.
As duas viajaram para Belém no começo da colheita da cevada e, para sustentar sua sogra e a si própria, Rute seguiu para os campos para colher espigas que ficavam para trás depois da colheita. O campo para o qual ela foi pertencia a Boaz, que a aceitou de bom grado por que sabia da lealdade que ela havia demonstrado a Noemi. Rute contou a ela sobre a bondade de Noemi e passou a colher nos campos de Boaz pelo resto do período da colheita da cevada e na colheita do trigo.
Boaz era um parente próximo da família do falecido marido de Noemi e estava, portanto, obrigado pela lei do levirato (Yibbum) a se casar com Rute, que era a viúva de Malom, para receber a herança de sua família. Noemi enviou Rute para a eira de Boaz à noite e pediu que ela fosse até onde ele dormia e lhe descobrisse os pés e se deitasse; e ele lhe diria o que deveria fazer. Rute fez o que lhe foi pedido. Boaz lhe perguntou quem ela era e ela respondeu: Sou Rute, tua serva. Estende a tua capa sobre a tua serva; porque tu és parente chegado. Boaz abençoou-a, concordou em fazer tudo o que fosse requerido e lembrou que todo o povo de sua minha cidade sabia que ela era mulher virtuosa. Ele então reconheceu que era um parente próximo, mas afirmou que havia um outro que era mais próximo. Ela permaneceu em submissão aos seus pés até conseguir retornar para a cidade na manhã seguinte.
No início do dia, Boaz foi para o portão e se encontrou com o outro parente mais próximo diante dos anciãos da cidade. Não se sabe o nome dele, pois Boaz o chama apenas de "amigo" ou "homem" (o texto usa um termo genérico, "ploni almoni"). Ele se mostrou disposto a colocar em risco sua própria herança ao se casar com Rute e, por isso, abriu mão de seu direito de redimir a herança de Malom, o que permitiu que Boaz se casasse com Rute. Eles transferiram a propriedade e a redimiram, o que foi ratificado através de um antigo costume: um parente próximo tirou um sapato e o entregou a Boaz.
Boaz e Rute se casam e tem um filho. As mulheres da cidade celebram a alegria de Naomi, que encontrou alguém para redimir o nome de sua família, e ela criou o filho de Rute como se fosse seu. O nome da criança era Obede, pai de Jessé, pai de Davi. O livro termina com um apêndice que lista a genealogia de Davi desde Perez, filho de Judá e Tamar, passando por Obede até Davi.

## Composição
O livro não nomeia seu autor, que é tradicionalmente atribuído (com a maior probabilidade) ao profeta Samuel. Contudo, a origem não israelita de Rute e a ênfase numa atitude receptiva em relação aos estrangeiros sugerem que o texto possa ser do século V a.C., quando o casamento com estrangeiros tornou-se controverso. Um considerável número de estudiosos data o Livro de Rute no período persa (séculos VI a IV a.C.). Acredita-se que genealogia que conclui o livro seja uma adição pós-exílio de um autor sacerdotal, pois ela em nada acrescenta à narrativa; apesar disto, ela foi cuidadosamente redigida e serve ao propósito de integrar o livro à história de Israel, do Gênesis até Reis.

## Temas e contexto

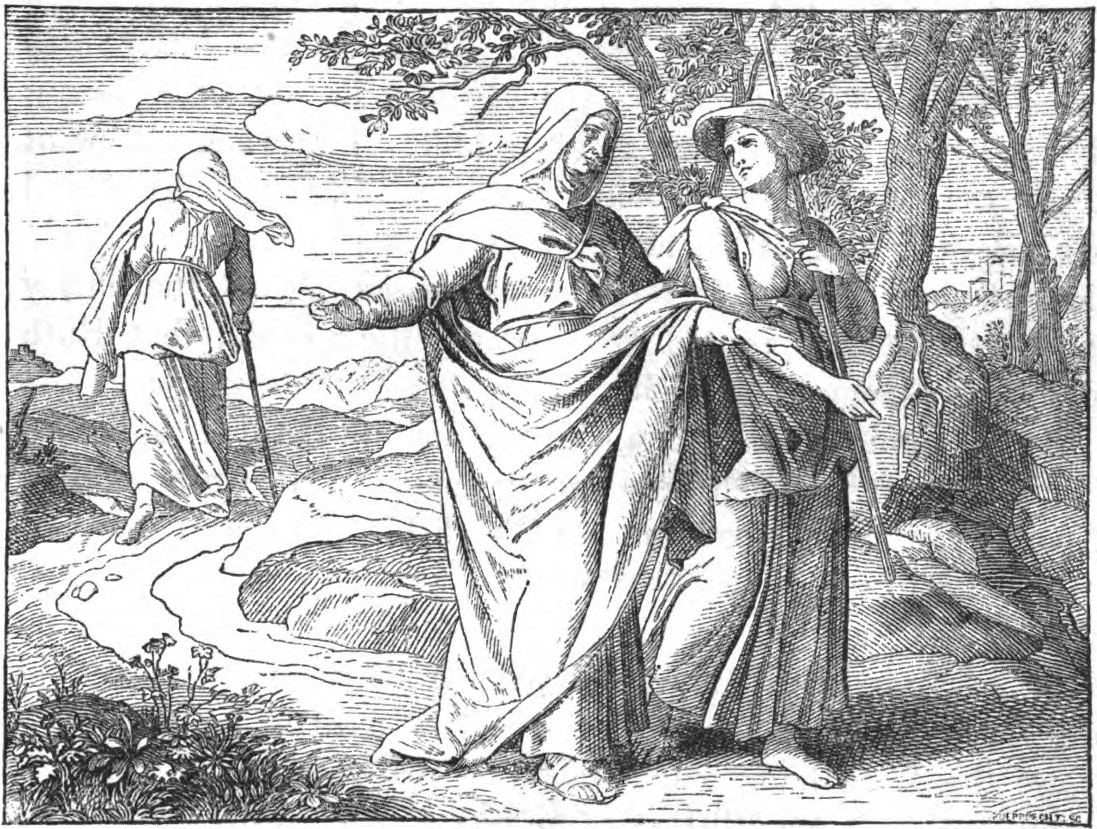
Noemi e suas duas noras, Rute e Orfa

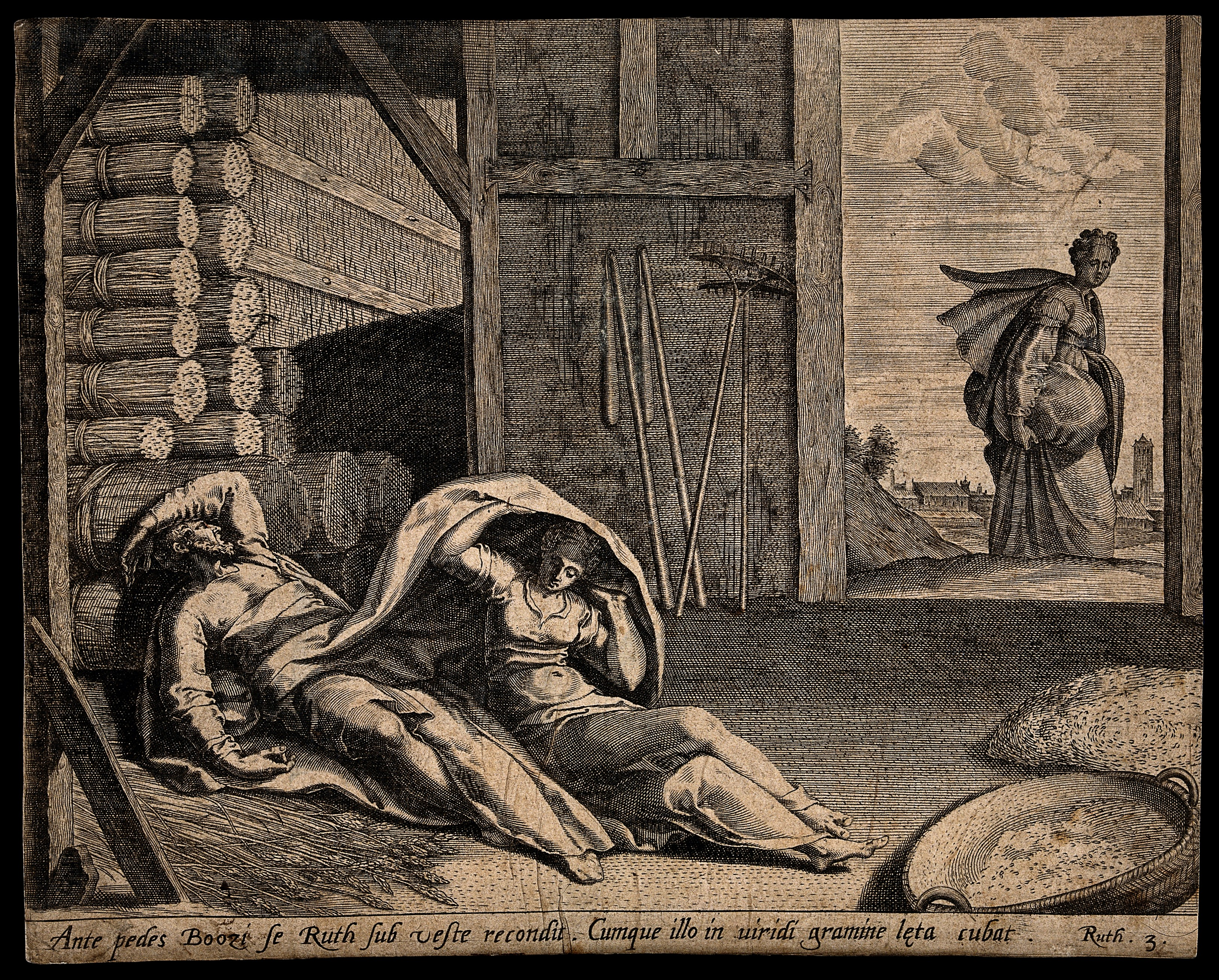
Rute deita-se sob o manto de Boaz

### Contexto
Juízes 6:1-6 faz referência a uma época na qual a guerra contra os midianitas destruiu as colheitas dos israelitas. Sinker sugere que a tentativa "de relacionar a fome com a destruição provocada pelos midianitas" e outras tentativas de especificar o período exato da história "envolvem meras suposições e se assentam em bases muito incertas".

### Remissão
O Livro de Rute ilustra a dificuldade de tentar utilizar as leis ditadas em livros como o Deuteronômio como evidência de uma prática real. Noemi planeja assegurar seu sustento e o de Rute arranjando um casamento remidor com Boaz. Seu plano é claramente de natureza sexual: Rute deve ir até a eira (um local, na época, associado à prática do sexo), esperar que Boaz termine de comer e beber (uma possível alusão à história de Ló e suas filhas, ancestrais por incesto dos moabitas) e se deitar aos seus "pés" descobertos (um eufemismo para os genitais). Como não há herdeiros para as terras de Elimeleque, o costume da época exigia que um parente próximo (geralmente o irmão do morto) se casasse com a viúva para continuar a nome da família. Este parente era chamado de "go'el", o "remidor do parente". Como Boaz não é irmão de Elimeleque e nem Rute é sua viúva, os estudiosos se referem ao arranjo como "do tipo do levirato". Uma complicação surge ainda na história: outro homem é parente mais próximo de Elimeleque que Boaz e tem direito a Rute. O caso é resolvido pelo costume de que a terra deve permanecer na família: uma família podia hipotecar uma terra para evitar a miséria, mas a lei requeria que um parente a comprasse de volta para a família. Boaz encontra-se com o parente no portão da cidade (o local onde os contratos eram firmados) e ele primeiro afirma que irá comprar a terra de Elimeleque (que estava com Noemi), mas, ao saber que teria também que tomar Rute como esposa, recua. Boaz então se torna o "remidor do parente", para com Rute e Noemi.
O livro pode ser lido como uma parábola política relacionada a assuntos em voga na época de Esdras e Neemias (século IV a.C.). A natureza ficcional da história é estabelecida logo de partida através dos nomes dos participantes: o marido e pai é Elimeleque, que significa "Meu Deus é rei", e sua esposa, Naomi, "agradável"; depois da morte de seus filhos Malom, "doença", e Quiliom, "desperdício", ela pede para ser chamada de Mara, "amarga". A referência a Moabe é peculiar, pois, no resto da literatura bíblica, os moabitas são considerados inimigos de Israel e estão ligados à perversidade sexual e à idolatria; Deuteronômio 23:3-6 exclui um amonita ou um moabita de entrarem na "assembléia de Javé" até a terceira geração. Apesar disto, Rute, a moabita, se casou com um israelita da tribo de Judá e, mesmo depois da morte de seu marido é considerada como um membro da família. Ela depois se casa com outro israelita e com ele tem um filho que tornou-se um ancestral de Davi. Contrário à mensagem em Esdras 9:1, de que o casamento entre judeus e mulheres não judias devem ser desfeitos, o Livro de Rute ensina que os estrangeiros que se converterem ao judaísmo podem tornar-se bons judeus, que esposas estrangeiras podem tornar-se seguidoras exemplares da lei judaica e que não há razão para excluir os filhos desses casamentos da comunidade.

## De Rute até Davi
|      |      |      |      |      |      |       |  |  |  |  |  |      |      |      |      |      |      |  |  |  |  |  |  |       |       |       |       |       |       |  |  |  |  |            |            |            |            |            |            |      |      |       |       |       |       |       |       |         |         |         |         |         |         |  |  |
|      |      |      |      |      |      |       |  |  |  |  |  |      |      |      |      |      |      |  |  |  |  |  |  |       |       |       |       |       |       |  |  |  |  |            |            |            |            |            |            |      |      |       |       |       |       |       |       |         |         |         |         |         |         |  |  |
|      |      |      |      |      |      |       |  |  |  |  |  |      |      |      |      |      |      |  |  |  |  |  |  |       |       |       |       |       |       |  |  |  |  | Elimeleque | Elimeleque | Elimeleque | Elimeleque | Elimeleque | Elimeleque |      |      | Noemi | Noemi | Noemi | Noemi | Noemi | Noemi |         |         |         |         |         |         |  |  |
|      |      |      |      |      |      |       |  |  |  |  |  |      |      |      |      |      |      |  |  |  |  |  |  |       |       |       |       |       |       |  |  |  |  | Elimeleque | Elimeleque | Elimeleque | Elimeleque | Elimeleque | Elimeleque |      |      | Noemi | Noemi | Noemi | Noemi | Noemi | Noemi |         |         |         |         |         |         |  |  |
|      |      |      |      |      |      |       |  |  |  |  |  |      |      |      |      |      |      |  |  |  |  |  |  |       |       |       |       |       |       |  |  |  |  |            |            |            |            |            |            |      |      |       |       |       |       |       |       |         |         |         |         |         |         |  |  |
|      |      |      |      |      |      |       |  |  |  |  |  |      |      |      |      |      |      |  |  |  |  |  |  |       |       |       |       |       |       |  |  |  |  |            |            |            |            |            |            |      |      |       |       |       |       |       |       |         |         |         |         |         |         |  |  |
| Boaz | Boaz | Boaz | Boaz | Boaz | Boaz |       |  |  |  |  |  | Rute | Rute | Rute | Rute | Rute | Rute |  |  |  |  |  |  | Malom | Malom | Malom | Malom | Malom | Malom |  |  |  |  |            |            | Orfa       | Orfa       | Orfa       | Orfa       | Orfa | Orfa |       |       |       |       |       |       | Quiliom | Quiliom | Quiliom | Quiliom | Quiliom | Quiliom |  |  |
| Boaz | Boaz | Boaz | Boaz | Boaz | Boaz |       |  |  |  |  |  | Rute | Rute | Rute | Rute | Rute | Rute |  |  |  |  |  |  | Malom | Malom | Malom | Malom | Malom | Malom |  |  |  |  |            |            | Orfa       | Orfa       | Orfa       | Orfa       | Orfa | Orfa |       |       |       |       |       |       | Quiliom | Quiliom | Quiliom | Quiliom | Quiliom | Quiliom |  |  |
|      |      |      |      |      |      |       |  |  |  |  |  |      |      |      |      |      |      |  |  |  |  |  |  |       |       |       |       |       |       |  |  |  |  |            |            |            |            |            |            |      |      |       |       |       |       |       |       |         |         |         |         |         |         |  |  |
|      |      |      |      |      |      | Obede |  |  |  |  |  |      |      |      |      |      |      |  |  |  |  |  |  |       |       |       |       |       |       |  |  |  |  |            |            |            |            |            |            |      |      |       |       |       |       |       |       |         |         |         |         |         |         |  |  |
|      |      |      |      |      |      |       |  |  |  |  |  |      |      |      |      |      |      |  |  |  |  |  |  |       |       |       |       |       |       |  |  |  |  |            |            |            |            |            |            |      |      |       |       |       |       |       |       |         |         |         |         |         |         |  |  |
|      |      |      |      |      |      | Jessé |  |  |  |  |  |      |      |      |      |      |      |  |  |  |  |  |  |       |       |       |       |       |       |  |  |  |  |            |            |            |            |            |            |      |      |       |       |       |       |       |       |         |         |         |         |         |         |  |  |
|      |      |      |      |      |      |       |  |  |  |  |  |      |      |      |      |      |      |  |  |  |  |  |  |       |       |       |       |       |       |  |  |  |  |            |            |            |            |            |            |      |      |       |       |       |       |       |       |         |         |         |         |         |         |  |  |
|      |      |      |      |      |      | Davi  |  |  |  |  |  |      |      |      |      |      |      |  |  |  |  |  |  |       |       |       |       |       |       |  |  |  |  |            |            |            |            |            |            |      |      |       |       |       |       |       |       |         |         |         |         |         |         |  |  |